# Iso Selkäsaari (ö i Mellersta Finland, Jämsä)
Iso Selkäsaari är en ö i Finland. Den ligger i sjön Sarvajärvi och i kommunen Kuhmois i landskapet Mellersta Finland, i den södra delen av landet, 160 km norr om huvudstaden Helsingfors. Öns area är 0,7 hektar och dess största längd är 140 meter i sydöst-nordvästlig riktning.